# Station Albertville
Station Albertville is een spoorwegstation in de Franse gemeente Albertville. Het station ligt op kilometerpunt 23,625 van de spoorlijn Saint-Pierre-d'Albigny – Bourg-Saint-Maurice, op een hoogte van 338 meter.

## Treindienst
| Serie         | Treinsoort          | Route | Bijzonderheden |
| ------------- | ------------------- | --- | --- |
| TGV 6400      | TGV (SNCF)          | Paris-Lyon – Mâcon-Ville – Bourg-en-Bresse – Aix-les-Bains-Le Revard – Chambéry-Challes-les-Eaux – Albertville – Moutiers-Salins-Brides-les-Bains – Aime-La Plagne – Landry – Bourg-Saint-Maurice | Een trein via Mâcon, Bourg-en-Bresse en Aix-les-Bains |
| Eurostar 9900 | Eurostar (Eurostar) | Amsterdam Centraal – Schiphol Airport – Rotterdam Centraal – Antwerpen-Centraal – Brussel-Zuid – [ Aéroport Charles-de-Gaulle 2 TGV – Marne-la-Vallée - Chessy ] / [ Chambéry-Challes-les-Eaux – Albertville – Moûtiers - Salins - Brides-les-Bains – Aime-La Plagne – Landry – Bourg-Saint-Maurice ] / [ Valence-Rhône-Alpes-Sud TGV – Avignon TGV – Aix-en-Provence TGV – Marseille Saint-Charles ] | Via HSL. Marne-la-Vallée - Chessy 2 keer per dag. Bourg-Saint-Maurice 1 keer per week in de winter. Marseille Saint-Charles 1 keer per week in de zomer. |